# Liste von Persönlichkeiten der Stadt Salzburg
Dies ist eine Liste bekannter Persönlichkeiten der Stadt Salzburg, die entweder in Salzburg geboren wurden oder in wesentlicher Funktion langjährig in Salzburg gewirkt haben.

## A
- Karl Aberle (1818–1892), Mediziner
- Rudolf Achleitner (1864–1909), Kapellmeister und Komponist
- Karl Adlmannseder (1902–1981), Künstler
- Karl Adrian (1861–1949), Volkskundler
- Klaus Ager (* 1946), Komponist und Dirigent
- Alexis Agrafiotis (* 1970), deutsch-griechischer Komponist, Dirigent und Pianist
- Salome Alt von Altenau (1568–1633), Lebensgefährtin des Fürsterzbischofs Wolf Dietrich von Raitenau
- Peter Simon Altmann (* 1968), Schriftsteller
- Gerhard Amanshauser (1928–2006), Schriftsteller
- Martin Amerhauser (* 1974), Fußballspieler
- Gerhard Ammerer (* 1956), Historiker und Hochschullehrer
- Irene Andessner (* 1954), Bildende Künstlerin
- Gerhard Arminger (* 1949), Sozialforscher, Statistiker und Unternehmer
- Franz Aschenbrenner (1898–1998), Buchhändler, Heeresbergführer und Salzburger Original
- Ruth Aspöck (* 1947), Schriftstellerin
- Benjamin Atiabou (* 2004), Fußballspieler
- Johannes Auersperg (1934–2019), Kontrabassist und Hochschulprofessor
- Bernhard Auinger (* 1974), Politiker (SPÖ)

## B
- Johannes Baar-Baarenfels (* 1963), Architekt
- Lída Baarová (1914–2000), tschechische Schauspielerin und Geliebte von Joseph Goebbels
- Lina Bach-Bendel (1854–1920), Theaterschauspielerin und Opernsängerin (Sopran)
- Gerd Bacher (1925–2015), Journalist und Intendant
- Frederick Baker (1965–2020), Filmemacher und Medienwissenschaftler
- Muriel Baumeister (* 1972), Schauspielerin
- Julian Baumgartlinger (* 1988), Fußballspieler
- Felix Baumgartner (1969–2025), Base-Jumper und Extremsportler
- Franz Beckenbauer (1945–2024), deutscher Fußballspieler, -trainer und -funktionär
- David Behrman (* 1937), US-amerikanischer Komponist, Klang- und Installationskünstler, Musikpädagoge und Pionier der Computermusik
- Hans Bergen (1902–1967), Schauspieler
- Erwin Belakowitsch (* 1976), Opern-, Operetten- und Konzertsänger (lyrischer Bariton)
- Alfred Berger (* 1961), österreichischer Architekt
- Franz Berger (* 1959), Schuldirektor und Politiker, Abgeordneter zum Tiroler Landtag
- Hans-Peter Berger sen. (* 1956), Fußballtorwart
- Hans-Peter Berger jun. (* 1981), Fußballtorwart und -trainer
- Herb Berger (* 1969), Jazzmusiker
- Hermann Adam Berger (1866–1953), Philosoph und Kirchenhistoriker
- Markus Berger (* 1985), Fußballspieler und -trainer
- Nik Berger (* 1974), Beachvolleyballspieler
- Dario Bijelić (* 2004), Fußballspieler
- Ferdinand von Bleul (1806–1890), Unternehmer und Landrat
- Franz Xaver Böhm (* 1960), Unternehmer, Politiker, Nationalrat
- Toni Böhm (1949–2006), Volksschauspieler
- Franz Brandner (1821–1896), katholischer Geistlicher und Hochschullehrer
- Michael Brandner (* 1995), Fußballspieler
- Karl Breymann (1807–1870), Forstwissenschaftler und Mathematiker
- Alexander Briedl (* 2002), Fußballspieler
- Bernhard Brugger (* 1966), Fußballschiedsrichter
- Virgil von Helmreichen zu Brunnfeld (1805–1852), Forscher und Entdecker
- Karl Bundschuh (1871–1935), Schuldirektor und Landtagsabgeordneter in Oberösterreich

## C
- Nikolaus Engelbert Cetto (1713–1746), deutscher Wachsbossierer
- Denizcan Cosgun (* 2002), Fußballspieler
- Susanne Czepl (* 1959), Schauspielerin und Kabarettistin
- Poldi Czernitz-Renn (1878–1955), Schauspielerin

## D
- Max Dasch (1946–2024), Verleger und Herausgeber der Salzburger Nachrichten
- Dora Demmel (1938–2020), Designerin
- Karl Walter Diess (1928–2014), Schauspieler und Synchronsprecher
- Ignaz von Dietl (1811–1897), bayerischer Generalleutnant
- Karl von Dietl (1813–1885), bayerischer Generalleutnant
- Gaby Dohm (* 1943), deutsch-österreichische Schauspielerin
- Christian Doppler (1803–1853), Mathematiker und Physiker (Doppler-Effekt)
- Christian Dorn (* 1928), Schauspieler
- Bryce Douvier (* 1991), Basketballspieler
- Hans Draxler (1892–1953), Politiker (SPÖ)
- Anton Drioli (1943–2020), Grafiker und Maler

## E
- Doraja Eberle (* 1954), Politikerin
- Marcel Ecker (* 2002), Fußballtorwart
- Heinrich Eder (* 1967), Bildhauer und Objektkünstler
- Thomas Eder (* 1980), Fußballspieler
- Johann Ignaz Egedacher (1675–1744), Orgelbauer
- Johann Rochus Egedacher (1714–1785), Orgelbauer
- Johanna Egger (* 1998), Schauspielerin und Singer-Songwriterin
- Reinhard Ehgartner (* 1960), Bibliothekar und Autor von Kinderliteratur
- Wolfgang Eibl (* 1953), Fotograf, Maler und Schriftsteller
- Caspar Einem (1948–2021), Politiker, Nationalratsabgeordneter
- Martin Eisl (* 1982), Fußballtorwart
- Dietmar Emich (* 1967), Fußballspieler und -trainer
- Robert Endres (1892–1964), Historiker und Dozent
- Philipp Eng (* 1990), Autorennfahrer
- Trude Engelsberger-Drioli (1920–1986), Malerin
- Wilhelm Erben (1864–1933), Historiker, Diplomatiker und Hochschullehrer
- Bernhard Ernst (1961–2012), Unternehmensberater, Sportfunktionär und Politiker

## F
- Anton Faistenberger (1663–1708), Maler und Radierer
- Joseph Faistenberger (1675–1724), Maler
- Bobby Falta (* 1941), deutscher Jazzgitarrist
- Thomas Feichtinger (* 1946), Sachbuchautor
- Andreas Felber (* 1971), Musikkritiker und Hörfunkmoderator
- Markus Felfernig (* 1983), Fußballspieler
- Benita Ferrero-Waldner (* 1948), EU-Kommissarin, Politikerin
- Herbert Feuerstein (1937–2020), deutscher Journalist, Kabarettist, Schauspieler und Entertainer
- Paula Fichtl (1902–1989), Haushälterin von Sigmund Freud
- Carolin Fink (* 1966), deutsch-österreichische Schauspielerin, Hörspiel- und Synchronsprecherin
- Adolph Johannes Fischer (1885–1936), akademischer Maler, Schriftsteller und bedeutender Kunstsammler
- Cornelia Fischer (1954–1977), Malerin (Nela)
- Josef Fischer (* 1976), Althistoriker
- Ludwig Hans Fischer (1848–1915), Landschaftsmaler, Grafiker, Zeichner, Illustrator, Archäologe und Ethnologe
- Wolfgang Fleischer (1943–2014), Schriftsteller, Übersetzer und Dokumentarfilmer
- Rudolf Forsthuber (1899–1953),  Politiker (SPÖ) und Buchdrucker
- Maximilian von Frey (1852–1932), Physiologe
- Raimund Friedl (* 1988), Fußballspieler
- Robert Friedl (* 1963), Jazzsaxophonist
- Rueland Frueauf der Ältere (um 1445 – 1507), Maler
- Rueland Frueauf der Jüngere (um 1470 – 1547), Maler
- Ady Fuchs (1908–2000), Maler und Hochschullehrer
- Konrad Fuchs (* 1938), Ökonom und Finanzmanager
- Sebastian Fuchsberger (* 1971), Posaunist und Sänger (Tenor)
- Otto Funke (1885–1973), Anglist, Sprachwissenschaftler und Hochschullehrer
- Herbert Fux (1927–2007), Schauspieler

## G
- Ralph Gabriel (* 1971), Architekt, Kulturwissenschaftler und Autor
- Richard Gach (1930–1991), Architekt
- Tanja Gaich (* 1980), Chemikerin
- Jelena Gatea (* 1995), Fußballspielerin
- Karl-Markus Gauß (* 1954), Publizist
- Jusuf Gazibegović (* 2000), Fußballspieler
- Rollo Gebhard (1921–2013), Einhandsegler, Autor und Tierschützer
- Angelin Geiselmayer (1744–1786), Apostolischer Vikar des Großmogulenreichs
- Matthias Geist (* 1969), lutherischer Superintendent von Wien
- Fenja Gerhardter (* 1996), Filmschauspielerin
- Anton Giger (1885–1945), Politiker (NSDAP)
- Gisburg (* 1966), Sängerin und Komponistin
- Oliver Glasner (* 1974), Fußballspieler und -trainer
- Gerrit Glomser (* 1975), Radrennfahrer
- Michael Glück (* 2003), Fußballspieler
- Heinz Göbel (1947–2013), Maler und Grafiker
- Roland Goeschl (1932–2016), Künstler und Kunstprofessor
- Thomas Goiginger (* 1993), Fußballspieler
- Gottfried Gold von Lampoding (1650–1702), Abt von Admont
- Thomas Graggaber (* 1981), Skirennläufer
- Patrick Greil (* 1996), Fußballspieler
- Gustav Gressel (* 1979), Politikwissenschaftler
- David Groß (* 1978), Filmemacher, Journalist und Aktivist
- Carolin Größinger (* 1997), Fußballtorhüterin
- Markus Grössinger (* 1989), Fußballspieler
- Otto von Gruber (1884–1942), Geodät und Pionier der Photogrammetrie
- Martin Grubinger (* 1983), Schlagzeuger und Percussionist
- Ingeborg Grünwald (* 2001), Leichtathletin
- Clemens Gull (* 1969), Informatiker und Autor
- Markus Gull (* 1963), Drehbuchautor für Musicals und Bühnenshows

## H
- Claudia Maria Haas (* 1965), Schauspielerin
- Manuel Haas (* 1996), Fußballspieler
- Maria Haidinger (* 1950), Gynäkologin und Politikerin (ÖVP), Landesrätin in der Salzburger Landesregierung
- Florent Hajdini (* 2006), Fußballspieler
- Adel Halilović (* 1996), Fußballspieler
- Michael Hammerschmid (* 1972), Schriftsteller
- Sabina Hank (* 1976), Pianistin und Komponistin
- Peter Harlander (* 1974), Rechtsanwalt, IT-Sachverständiger und Politiker
- Albert Hartinger (1946–2020), Opern- und Konzertsänger, Dirigent und Gründer der Salzburger Bachgesellschaft
- Rudolf Hartl (1909–1943), Widerstandskämpfer und NS-Opfer
- Hans Hass (1946–2009), Schauspieler, Musiker und Sportgeräteentwickler
- David Hassbach (* 1991), Autor, Werbetexter und freischaffender Kurator
- Stefan Häusl (* 1976), Freeride-Sportler
- Julie Hayward (* 1968), Bildhauerin und Zeichnerin
- Günther Heinz (1927–1992), Kunsthistoriker, Museumskurator, Künstler und Hochschullehrer
- Bodo Hell (* 1943), Schriftsteller
- Birgit Heller (* 1959), Religionswissenschaftlerin und Hochschullehrerin
- Paul Helmreich (1579–1631), Theologe und Schriftsteller, Konsistorialrat und Hofprediger in Salzburg
- Michael Henker (* 1948), deutscher Historiker und Museumsfachmann
- Reinfried Herbst (* 1978), Skirennläufer
- Cornelia Herrmann (* 1977), Pianistin
- Franz Joseph von Herz zu Herzfeld (1681–1739), Advokat, Professor und Geheimrat in Salzburg
- Christof Hetzer (* 1976), Bühnen- und Kostümbildner
- Johann Baptist Hilverding (1677–1721), Marionettenspieler, Schauspieler und Theaterprinzipal
- Franz Xaver Hochbichler (1733–1825), Generalvikar
- Andreas Hochwimmer (* 1975), Politiker und Abgeordneter zum Salzburger Landtag
- Eva Hörbiger (1938–2012), Schauspielerin
- Christian Hörl (1962–2020), Politiker (Die Grünen)
- Richard Hörl (1939–2019), Anti-WAA-Aktivist, Grünlandschützer, Mitbegründer der Bürgerliste Salzburg
- Uwe Höfferer (* 1965), Politiker
- Johannes Evangelist Hofer (1757–1817), Benediktiner, Theologe und Rektor der Universität Salzburg
- Margit Hofer (* 1964), Managerin und Politikerin (ÖVP), Abgeordnete zum Salzburger Landtag
- Markus Hoffmann (* 1972), Fußballspieler und -trainer
- Robert Hoffmann (1939–2022), Schauspieler
- Wilhelm Holzbauer (1930–2019), Architekt
- Gottfried Holzer-Graf (* 1950 in Mürzzuschlag), Organist, Universitätsprofessor, Rektor der Universität Mozarteum (2005–2006)
- Marcel Holzmann (* 1990), Fußballspieler
- Romuald Horner (1827–1901), Abt des Stiftes St. Peter in Salzburg
- Andreas Horvath (* 1968), Fotograf und Filmemacher
- Julia Horvath (* 1974), Schauspielerin
- Rudolf Hradil (1925–2007), Maler
- Herbert Hübel (* 1958), Sportfunktionär und Jurist
- Daniel Huber (* 1993), Skispringer
- Fritz Huber (* 1942), Schriftsteller
- Josef Franz Karl Huber (1925–2000), Chemiker und Hochschullehrer
- Oswald Huber (* 1942), Psychologe und Cartoonist
- Sebastian Huber (* 1964), Politiker, Zweiter Landtagspräsident

## I
- Andreas Ibertsberger (* 1982), Fußballspieler

## J
- Hans Jacoby (1904–2004), deutsch-niederländischer Buchhändler
- Sámuel Jósika (1848–1923), ungarischer Politiker
- Waldemar Jud (1943–2018), Jurist und Hochschullehrer an der Universität Graz
- Robert Jungk (1913–1994), v. a. Zukunftsforscher

## K
- Eduard Kainberger (1911–1974), Fußballtorwart
- Karl Kainberger (1913–1997), Fußballspieler
- Ingrid Kaltenegger (* 1971), Schriftstellerin, Drehbuchautorin und Schauspielerin
- Johannes Kaltenmarkter (um 1450 – 1506), Geistlicher, Theologe und Rechtswissenschaftler
- Dijon Kameri (* 2004), Fußballspieler
- Tobias Kammerlander (* 1986), Nordischer Kombinierer
- Helmut F. Kaplan (* 1952), Autor, Philosoph und Tierrechtler
- Walter Kappacher (1938–2024), Schriftsteller
- Herbert von Karajan (1908–1989), Dirigent
- Maximilian Karner (* 1990), Fußballspieler
- Marie Kartsch (1847–1937), Blumenmalerin und Autorin
- Siegfried Kasper (* 1950), Mediziner, Professor für Psychiatrie
- Wolfgang Kauer (* 1957), Schriftsteller
- Anton Keil (1854–1926), Dompropst und Abgeordneter zum Österreichischen Abgeordnetenhaus
- Andreas Kiefer (* 1957), Politiker, Generalsekretär beim Europarat
- Roman Kienast (* 1984), Fußballspieler
- Angelika Kirchschlager (* 1965), Opernsängerin
- Johann Franz Thaddäus von Kleimayrn (1733–1805), salzburgischer Staatsmann und Gelehrter
- Robert Kleindienst (* 1975), Schriftsteller
- Eva Klinger-Römhild (1945–2013), deutsche Keramikerin und Bildhauerin
- Peter Knorr (* 1939), deutsch-österreichischer Kabarettist, Satiriker und Autor
- Martin Kocher (* 1973), Ökonom, Hochschullehrer und Politiker, Bundesminister
- Melanie Kogler (* 1985), Schauspielerin
- Katja Kolm (* 1974), Schauspielerin
- Aglaia Konrad (* 1960), österreichisch-belgische Fotografin
- Corin Konradsheim (* 1993), Eishockeyspieler
- Christian Körner (* 1949), österreichisch-schweizerischer Botaniker und Hochschullehrer
- Peter Krämer (1950–2017), deutscher Reeder
- Rudolf Krammer (1929–2004), Fußballtorwart
- Harald Krassnitzer (* 1960), Schauspieler
- Robert Kratky (* 1973), Radiomoderator
- Benedikt Kraus (1725–1813), Kapellmeister und Komponist
- Fred Kraus (1912–1993), Schauspieler und Regisseur
- Marie Kreuzer (1839–1904), Opernsängerin
- Franz Krieger (1914–1993), Fotograf
- Josef Krieger (1848–1914), Maler
- Heidi Krings (* 1983), Snowboarderin
- Walter Krögner (* 1963), deutscher Politiker (SPD)
- Peter Kronreif (* 1982), Jazzmusiker
- Genia Kühmeier (* 1975), Opernsängerin
- Esther Kuhn (* 1980), Schauspielerin
- Sanel Kuljic (* 1977), Fußballspieler
- Otto Kunz (1880–1949), Bibliothekar und Kulturjournalist
- Susanne Kurz (* 1956), Politikerin

## L
- Gerhard Laber (* 1946), Musiker, perkussiver Klangperformer und Dozent
- Fritz Lahr (1890–1953), Heimwehr-Organisator
- Konrad Laimer (* 1997), Fußballspieler
- Stefan Lainer (* 1992), Fußballspieler
- Johann Raimund von Lamberg (1662–1725), Weihbischof in Passau
- Peter Lang (* 1964), Dirigent
- Raimund Lang (* 1951), Schauspieler, Moderator und Studentenhistoriker
- Sebastian Lanser (* 1983), Schlagzeuger
- Mathias Lauda (* 1981), Automobilrennfahrer und TV-Experte
- Christine Lechner (* 1960), Architektin, Innenarchitektin und Ziviltechnikerin
- Walter Lechner junior (* 1981), Automobilrennfahrer
- Ute Lehmann (1960–2015), Keramikerin und Grafikerin
- Franz Lehrndorfer (1928–2013), Organist
- Hannes Leitgeb (* 1972), Philosoph, Mathematiker und Alexander-von-Humboldt-Professor
- Birgit Leitner (* 1981), Fußballspielerin
- Hermann Leitner (1927–2013), Regisseur, Drehbuchautor und Filmeditor
- Jürgen Leitner (* 1979), Musiker und Musikproduzent
- Sebastian Leitner (1919–1989), Publizist
- Walter Leitner (1915–2002), Politiker, Landesrat in der Salzburger Landesregierung
- Luz Leskowitz (* 1943), Geiger, Dozent und Juror
- Christoph Lindenbauer (* 1960), Kulturjournalist und Musiker
- Michael Lori (1728–1808), deutscher Benediktiner, Mathematiker, Theologe und Hochschullehrer
- Luise von Österreich-Toskana (1870–1947), sächsische Kronprinzessin
- Rudolf von Lützow (1780–1858), Staatsmann

## M
- Armela Madreiter (* 1992), Dramatikerin und Dramaturgin
- Dominic Maier (* 1989), Politiker und Abgeordneter zum Salzburger Landtag
- Johann Maier (* 1952), Politiker, Abgeordneter zum Nationalrat
- Leopold Maier-Labergo (1908–1939), deutscher Eiskunstläufer
- Markus Maier (1911–2010), nordischer und alpiner Skisportler
- Eduard Mainoni (* 1958), Politiker (BZÖ)
- Hans Makart (1840–1884), Maler und Dekorationskünstler
- Alexander Manninger (* 1977), Fußballtorwart
- Georg Mark (* 1948), österreichischer Dirigent
- Günther Matzinger (* 1987), Sprinter und Mittelstreckenläufer
- Bruno Max (* 1962), österreichischer Regisseur, Theaterleiter, Schauspieler und Bühnenautor
- Anna-Elisabeth Mayer (* 1977), Schriftstellerin
- Bertram J. Mayer (1943–2013), Architekt
- Andreas Mayerhoffer (1690–1771), Architekt, Baumeister
- Max Mayer (1886–1967), Bauingenieur
- Nicholas Mayer (* 1989), Fußballspieler
- Patrick Mayer (* 1986), Fußballspieler
- Walter Mayer (* 1959), Journalist und Autor
- Carl Mayr (1875–1942), Künstler, Modeschöpfer und Gastronom
- Erwin Mayr (1899–1969), Saatgutforscher, Pflanzenzüchter und Getreideökologe
- Josef Karl Mayr (1885–1960), Historiker, Archivar und Hochschullehrer
- Richard Mayr (1877–1935), Kammersänger, Ehrenbürger Salzburgs
- Franz Mazura (1924–2020), Opernsänger
- Marco Meilinger (* 1991), Fußballspieler
- Luca Meisl (* 1999), Fußballspieler
- Matteo Meisl (* 2000), Fußballspieler
- Marie-Kathrin Melnitzky (* 1968), Sängerin und Harfenistin
- Alfons Mels-Colloredo (1894–1975), Salzburger Verwaltungsbeamter und erster Landrat von Traunstein nach dem Zweiten Weltkrieg
- Julius Mende (1944–2007), Künstler, Autor, Lehrer und Politiker
- Johannes Gobertus Meran (* 1961), Arzt und römisch-katholischer Theologe
- Friedrich Mertel jun. (1947–2019), Orgelbauer
- Meta Merz (1965–1989), Schriftstellerin
- Johann Peter Metzger (1723–1795), Tuchhändler und Bürgermeister der Stadt Salzburg
- Ludwig Mielichhofer (1814–1892), Journalist, Schriftsteller und Musikkritiker
- Miroslav Milošević (* 1985), Fußballspieler
- Flora Miranda (* 1990), Modedesignerin
- Hubert Mitter (* 1960), Hochschullehrer und Autor
- Joseph Mohr (1792–1848), Priester und Dichter (Stille Nacht, heilige Nacht)
- Franz von Le Monnier (1854–1925), Geograph
- Ernst von Montfort (1700–1758), von 1733 bis 1755 regierender Graf zu Tettnang und Langenargen
- Vital Mösl (1735–1809), Philosoph und Benediktiner
- Maria Anna Mozart (1751–1829), Schwester von Wolfgang Amadeus Mozart („Nannerl“)
- Wolfgang Amadeus Mozart (1756–1791), Musiker und Komponist der Wiener Klassik
- Gerd B. Müller (* 1953), Mediziner und Zoologe, Hochschullehrer
- Guido Müller (* 1937), Geograph, Landesforscher und Professor
- Leopold Müller (1908–1988), Ingenieur und Hochschullehrer, Pionier des Tunnelbaus
- Walter Müller (* 1950), Schriftsteller
- Winfried Bernward Müller (* 1944), Mathematiker, Universitätsrektor
- Rudolf von Musil (1838–1922), österreichisch-ungarischer Berufssoldat
- Agnes Muthspiel (1914–1966), Malerin
- Franz Muxeneder (1920–1988), deutsch-österreichischer Schauspieler

## N
- Albert Nagnzaun (1777–1856), Abt des Benediktinerstiftes Sankt Peter in Salzburg
- Michael Nagnzaun (1789–1860), Benediktiner und Musiker
- Franz Heinrich von Naumann (1749–1795), Vedutenmaler des Salzburger Landes
- Ismail Naurdiev (* 1996), Mixed-Martial-Arts-Kämpfer
- Friedrich Neumann (1915–1989), Komponist, Musikwissenschaftler und Hochschullehrer
- Lukas Neumayer (* 2002), Tennisspieler
- Elisabeth Newzella (* 1951), Ethnologin, Schriftstellerin und Malerin
- Stefan Ark Nitsche (* 1955), deutscher Theologe
- Tim Tom Norden, eigentlich Thomas Maria Seikmann (* 1963), Maler
- Philipp Nykrin (* 1984), Jazzmusiker

## O
- Walter Oberbrandacher (* 1946), Komponist, Liedtexter und Schlagersänger
- Karl Oberparleiter (1886–1968), Professor für Betriebswirtschaftslehre
- Maximilian Karl Lamoral O’Donnell (1812–1895), k.u.k. Kämmerer und Feldmarschallleutnant
- Lucia Orkić (* 2005), österreichisch-kroatische Fußballspielerin
- Miroslav Orlic (* 1993), Fußballtorwart
- Otto I. (1815–1867), König von Griechenland

## P
- Manfred Pamminger (* 1977), Fußballspieler und -funktionär
- Dimitri Zacharias Pappas (1921–1999), Unternehmer und Generalkonsul
- Georg Pappas (1928–2008), Unternehmer und Vizekonsul
- Else Pappenheim (1911–2009), österreichisch-US-amerikanische Neurologin und Psychoanalytikerin
- Tim Paumgartner (* 2005), Fußballspieler
- Patrick Pentz (* 1997), Fußballtorwart
- Johann Friedrich Pereth (1643–1722), Barockmaler
- Stefan Perić (* 1997), Fußballspieler
- Gerhard Perlak (* 1955), Fußballspieler
- Michael Perlak (* 1985), Fußballspieler
- Christiane Peschek (* 1984), Künstlerin, Kuratorin und Schriftstellerin
- Gerhard Pfaffenbichler (* 1961), Skirennläufer
- Christoph Pfau (* 1984), Golfspieler
- Heinrich Pflanzl (1903–1978), Opernsänger
- Fritz Pfleumer (1881–1945), deutsch-österreichischer Ingenieur und Erfinder des Tonbands
- Benedikt Pichler (* 1997), Fußballspieler
- Peter Pikl (1946–2018), Schauspieler, Theaterregisseur und Intendant
- Johannes Pillinger (* 1963), Komponist und Arrangeur
- Gottfried Pilz (1944–2024), Bühnenbildner
- Sabine Plakolm-Forsthuber (* 1959), Kunsthistorikerin
- Kurt Planck (1911–1975), Sicherheitsdirektor
- Betty Platter (1892–1979), Fotografin
- Horst Pleiner (* 1941), General
- Johann Joseph Pock (1675–1735), Jurist
- Utz Podzeit (1942–2022), Indologe
- Anton Pointner (1884–1949), Schauspieler
- Alexander Pöllhuber (* 1985), Fußballspieler
- Peter Pöllhuber (* 1985), Fußballspieler
- Emil Pottner (1872–1942), Maler, Grafiker und Keramiker
- Ludwig Praehauser (1877–1961), Lehrer, Kunsthistoriker und Schriftsteller
- Claudia Praxmayer, Schriftstellerin, Artenschutzfachfrau und Biologin
- Robert Preußler (1866–1942), Politiker, Journalist, Mitbegründer der Salzburger Festspiele
- Berthold Pürstinger (1465–1543), Bischof von Chiemsee
- Oskar Putz (* 1940), Maler

## R
- Helga Rabl-Stadler (* 1948), Politikerin, Unternehmerin und Festspiel-Präsidentin
- Martin Ragginger (* 1988), Autorennfahrer
- Roland Ratzenberger (1960–1994), Formel-1-Pilot
- Raimund von Rehling (1617–1675), Abt von Admont
- Gerardo Reichel-Dolmatoff (1912–1994), Anthropologe
- Thomas Alois Reischl (1760–1835), Stadtgerichtsasseor und Stenograf
- Florian Reichssiegel (1735–1793), Schriftsteller
- Matthäus Reiter (1750–1828), Geistlicher, Theologe und Schriftsteller
- Lois Renner (1961–2021), bildender Künstler
- Birgit Renzl (* 1974), Wirtschaftswissenschaftlerin
- Eduard Reyer (1849–1914), Geologe und Initiator der Bücherhallenbewegung
- Max Rieder (* 1957), Architekt
- Anna Rieser (* 1989), Schauspielerin
- Rupert Riess (* 1980), Judoka
- Josef von Ringelsheim (1820–1893), General
- Sonja Rinofner-Kreidl (* 1965), Philosophin
- Kathrin Röggla (* 1971), Schriftstellerin
- Renate Roider (* 1971), Skilangläuferin
- Barbara Rosenkranz (* 1958), Politikerin (FPÖ) und Nationalratsabgeordnete
- Nettie Rosenstein (1890–1980), amerikanische Modedesignerin und Unternehmerin
- Mathias Rotenburger (1600–1668), Orgelbauer
- Paul Rotenburger (1598–1661), Orgelbauer
- Felicie Rotter (1916–1982), Schriftstellerin
- Fabian Rucker (* 1985), Jazzmusiker
- Lisa Rücker (* 1965), Politikerin der Grünen
- Karl Ruprecht (1910–1986), Volkskundler und Versicherungsfachmann
- Joseph Russegger (1802–1863), Geologe
- Renate Rustler-Ourth (* 1949), Schauspielerin und Regisseurin

## S
- Johann Baptist Samber (1654–1717), Musiktheoretiker und Organist
- Benjamin Sammer (* 2005), Fußballspieler
- Alois Sandbichler (1751–1820), Augustiner in Mülln, Seelsorger im Zuchthaus und Hochschullehrer am Lyzeum
- Max Santner (* 1991), Jazzmusiker
- Paul Santner (* 1992), Jazzmusiker
- Jeremias Sauter (1650–1709), Hofuhrmacher
- Stefan Savic (* 1994), Fußballspieler
- Petra Sax-Scharl (* 1965), deutsche Rollstuhltennisspielerin
- Marianne Sayn-Wittgenstein-Sayn (1919–2025), Gesellschaftsfotografin
- Manuel Schabus (* 1977), Psychologe
- David Schartner (* 1988), Fußballtorwart
- Birgit Schatz (* 1969), Politikerin, Abgeordnete zum Nationalrat
- Nikolaus Schaffer (* 1951), Kunsthistoriker
- Gustav Adolf Scheel (1907–1979), deutscher Arzt und Funktionär (1936–1945) in der Zeit des Nationalsozialismus
- Philipp Scheiblbrandner (* 1986), Rapper, siehe Scheibsta & die Buben
- Penelope Scheidler (* 1996), Zirkusartistin und Tänzerin
- Ashley Hans Scheirl (* 1956), Künstler
- Alex Scheurer (* 1974), Radio- und Fernsehmoderator
- Paul von Schilhawsky (1918–1995), Musikwissenschaftler, Pianist, Dirigent, Hochschullehrer und Rektor am Salzburger Mozarteum
- Alexander Schlager (* 1996), Fußballtorwart
- Roman Schmeißner (* 1956), Lehrer, Organist und Orgelsachverständiger
- Modest Schmetterer (1738–1784), Benediktinerpater und Rechtswissenschaftler
- Gerhard Schmid (* 1948), Bautechniker-Sachverständiger und Politiker, Nationalrat
- Rolf Schmid (* 1942), Chemiker und Hochschullehrer
- Rosa Schmid-Göringer (1868–1958), Malerin
- Alois Schmidt (1798–1865), Pfarrer und Politiker
- Carola Marie Schmidt (* 1983), Kunsthistorikerin, Leiterin des Diözesanmuseums Bamberg
- Claudia Schmidt (* 1963), Politikerin, Abgeordnete zum Europäischen Parlament
- Hans Schmidt (* 1951), Künstler
- Hartmut Schmidt (* 1946), Komponist, Musiker
- Michaela Schmidt (* 1983), Politikerin (SPÖ), Abgeordnete zum Nationalrat
- Christa Schmuck (* 1944), deutsche Rennrodlerin
- Marcus Schmuck (1925–2005), Bergsteiger
- Carl Schneeweiss (1745–1826), Zeichner, Kupferstecher und Maler
- Nina Schneider (* 1973), Autorin, Schauspielerin und Übersetzerin
- Ursula Schneider (* 1961), Architektin und Hochschullehrerin
- Hertha Schober-Awecker (1922–1989), Historikerin
- Christoph Schobesberger (1954–2025), deutsch-österreichischer Schauspieler und Sänger
- Heinz Scholz (* 1897 in Steyr; † 1988 in Salzburg), Pianist, Hochschullehrer und Präsident der Universität Mozarteum (1964–1965)
- Andreas Schöppl (* 1961), Politiker und Abgeordneter zum Salzburger Landtag
- Konstantin Schopp (* 2005), Fußballspieler
- Philipp Schörghofer (* 1983), Skirennläufer
- Max Schrems (* 1987), Jurist und Datenschutzaktivist
- Alexander Schriebl (* 1978), Fußballspieler und -trainer
- Lukas Schubert (* 1989), Fußballspieler
- Georg Schuchter (1952–2001), Schauspieler
- Josef Schulz (1893–1973), Lehrer und Maler
- Marc Oliver Schulze (* 1973), Schauspieler und Synchronsprecher
- David Schumacher (* 2001), deutscher Automobilrennfahrer
- Veronika Schuster (* 1954), Maskenbildnerin und Politikerin
- Hans-Joachim Schütz (* 1948), Rechtswissenschaftler
- Elisabeth Schwarz (* 1984), Opern-, Operetten- und Konzertsängerin
- Gideon E. Schwarz (1933–2007), Mathematiker und Professor der Statistik
- Rudolf Schwarzgruber (1900–1943), Bergsteiger und Expeditionsleiter
- Felix Seiwald (* 2000), Fußballspieler
- Sascha Selke (* 1967), deutsch-österreichischer Filmmusik-Komponist
- Erich Wolfgang Skwara (* 1948), Literaturwissenschaftler und Schriftsteller
- Peter Sonn (* 1976), Opern-, Operetten- und Konzertsänger (Tenor)
- Andrea Spatzek (* 1959), Schauspielerin
- Herbert Spindler (* 1954), Radrennfahrer
- Ingo Springenschmid (1942–2016), Bildender Künstler und Schriftsteller
- Elfriede Stadler (1930–1968), Keramikerin
- Johann Stainhauser (1570–1625), Unternehmer, Historiograph und Chronist der Stadt Salzburg
- Niki Stajković (1959–2017), Wasserspringer, Olympiateilnehmer
- Rupert Starch (1700–1760), Benediktinerpater und Kirchenrechtler
- Rudolf Stark (* 1948), Politiker, Abgeordneter zum Wiener Landtag
- Heidrun Stein-Kecks (* 1956), deutsche Kunsthistorikerin und Hochschullehrerin
- Kostja Steiner (* 1980), Mediziner und Fachautor
- Wilhelm J. Steiner (1918–1985), Rundfunkautor und Mundartdichter
- Marlies Steiner-Wieser (* 1963), Politikerin, Abgeordnete zum Salzburger Landtag
- Elias Stemeseder (* 1990), Jazzmusiker
- Manfred Stengl (1946–1992), Rennrodler, Bobsportler und Motorradrennfahrer
- Heinz Stockinger (* 1947), Anti-Atomkraft- und Umweltaktivist
- Ernst-Paul Stoiber (1922–1943), Widerstandskämpfer (KJV)
- Rupert Graf zu Stolberg-Stolberg (* 1970), römisch-katholischer Geistlicher, Weihbischof in München und Freising
- Eduard Stöllinger (1948–2006), Motorradrennfahrer
- Thomas Stöllner (* 1967), Archäologe
- Nikola Stošić (* 2000), Fußballspieler
- Bernhard Strauß (* 1975), Beachvolleyballspieler
- Fabio Strauss (* 1994), Fußballspieler
- Felix Strauss (* 2001), Fußballspieler
- Simon Strauss (* 2000), Fußballspieler
- Marc Striednig (* 2006), Fußballspieler
- Philipp Sturm (* 1999), Fußballspieler

## T
- Herta Talmar (1920–2010), Operettensängerin und Schauspielerin
- Anna Tenta (* 1977), österreichisch-schweizerische Schauspielerin
- Friedrich Thiele (1844–1920), Artillerieoffizier und Metallurg
- Josef Thorak (1889–1952), Bildhauer
- Curth Anatol Tichy (1923–2004), Schauspieler
- Georg Trakl (1887–1914), Lyriker
- Eduard Paul Tratz (1888–1977), Zoologe, Gründer des Salzburger Museums Haus der Natur
- Hubertus Trauttenberg (* 1941), General des Österreichischen Bundesheeres
- Thomas Trenkler (* 1960), Journalist und Autor
- Helga Trenkwalder (1941–2020), Archäologieprofessorin
- Irma von Troll-Borostyáni (1847–1912), Schriftstellerin, Frauenrechtlerin
- Angela Tröndle (* 1983), Jazzmusikerin
- Peter Truschner (* 1967), Romancier, Dramatiker, Essayist, Rezensent
- Hans Dominik Turnovszky (* 1942), Hotelier

## U
- Sigfried Uiberreither (1908–1984), NSDAP-Gauleiter der Steiermark
- Hans-Jörg Unterrainer (* 1980), Snowboarder
- Rupert Ursin (* 1973), Physiker

## V
- Anna Veith (* 1989), Skirennläuferin
- Bernhard Vogel (* 1961), Maler und Grafiker
- Johannes Voggenhuber (* 1950), Politiker der Grünen
- Stipe Vučur (* 1992), Fußballspieler

## W
- Josef Wagner (1796–1854), deutscher Orgelbauer
- Bruno Wahl (1876–1971), Entomologe
- Bernhard Waibel (1617–1699), Benediktinerpater, Prokanzler der Universität, Prorektor der Universität, Beichtvater des Stifts Nonnberg
- Louis Waizman (1863–1951), kanadischer Komponist, Bratschist, Posaunist, Pianist und Musikpädagoge
- Wolfgang A. Wall (* 1964), Professor an der Technische Universität München und ERC-Advanced Grant Empfänger
- Heinz Walter (1928–2019), Komponist und Klavierpädagoge
- Heinz Wässle (* 1943), Neurologe, Direktor am Max-Planck-Institut für Hirnforschung in Frankfurt am Main
- Friedl Weber (1886–1960), Pflanzenphysiologe, Protoplasmaforscher und Hochschullehrer
- Oskar Weber (1913–2001), deutscher Schriftsteller und Radiomacher
- Stefan Weber (* 1970), Kommunikationswissenschaftler, Publizist und Plagiatsgutachter
- Johann Weinhart (1925–2019), Bildhauer
- Rosa Weiser (1897–1982), Architektin
- Grete Weiskopf (1905–1966), Kinderbuchautorin (Alex Wedding)
- Johannes Weiss (* 1989), Nordischer Kombinierer
- Aloys Weißenbach (1766–1821), Mediziner und Dichter, Chefarzt des Johannsspitals
- Mathias Weissenbacher (* 1992), Snowboarder
- Friedrich Welz (1903–1980), Kunsthändler und Verleger
- Bernhard Wenger (* 1992), Filmregisseur, Drehbuchautor und Filmproduzent
- Margot Werner (1937–2012), Balletteuse und Chansonsängerin
- Klaus Werner-Lobo (* 1967), Journalist, Politiker, Clown und Vortragender
- Trude Wessely (1899–1978), österreichisch-deutsche Theater- und Stummfilmschauspielerin
- Virgil Widrich (* 1967), Regisseur, Drehbuchautor, Filmemacher und Multimedia-Künstler
- Christoph Wiederkehr (* 1990), Politiker
- Katja Wienerroither (* 2002), Fußballspielerin
- Hadmar Wieser (* 1963), Autor und Spieleautor
- Philipp Wiesinger (* 1994), Fußballspieler
- Rudi Wilfer (1936–2022), Pianist und Komponist
- Andreas Wimberger (1959–2019), Schauspieler und Hörspielsprecher
- Juliane Windhager (1912–1986), Lyrikerin und Hörspielautorin
- Franz Winkler (* 1955), Mathematiker und Hochschullehrer
- Gerhard Eduard Winkler (* 1959), Komponist
- Konrad Winter (* 1963), bildender Künstler
- Franz Joseph Wohlmuth (1739–1823), Scharfrichter
- Norbert Richard Wolf (* 1943), Germanist, Linguist und Hochschullehrer
- Joseph Woelfl (1773–1812), Pianist und Komponist
- Leopold Wölfling (1868–1935), ehemaliger Erzherzog von Österreich

## Z
- Michael Zach (* 1986), Skirennläufer
- Friederike Zaisberger (1940–2019), Historikerin und Landesarchivdirektorin
- Wolfgang Zamastil (1981–2017), Cellist, Komponist und Produzent
- Werner Zangerle (* 1979), Jazzmusiker
- Hansjörg Zauner (1959–2017), Schriftsteller und bildender Künstler
- Judas Thaddäus Zauner (1750–1813), Rechtswissenschaftler, Historiker und Hochschullehrer, Chronist von Salzburg
- Dieter Zehentmayr (1941–2005), Karikaturist
- Thomas Zehetmair (* 1961), Geiger
- Ulrike Zeitlinger-Haake (* 1969), Journalistin
- René Zia (* 1991), Fußballspieler
- Nemanja Žikić (* 2000), serbischer Fußballspieler
- Beatrix Zobl (* 1970), Künstlerin
- Georg Zundel (1931–2007), deutscher Physiker, Unternehmer und friedenspolitisch engagierter Philanthrop